# Cementerio de Teresa
Con solo un sepulcro, el Cementerio de Teresa del municipio español de Bausén en el Valle de Aran (Cataluña) es uno de los cementerios civiles más antiguos, así como el más pequeño de toda España. El 18 de septiembre de 2020 fue declarado Bien Cultural de Interés Local por el Consejo General de Arán, a pesar de la oposición del partido Convergencia Democrática Aranesa (CDA).

## Historia

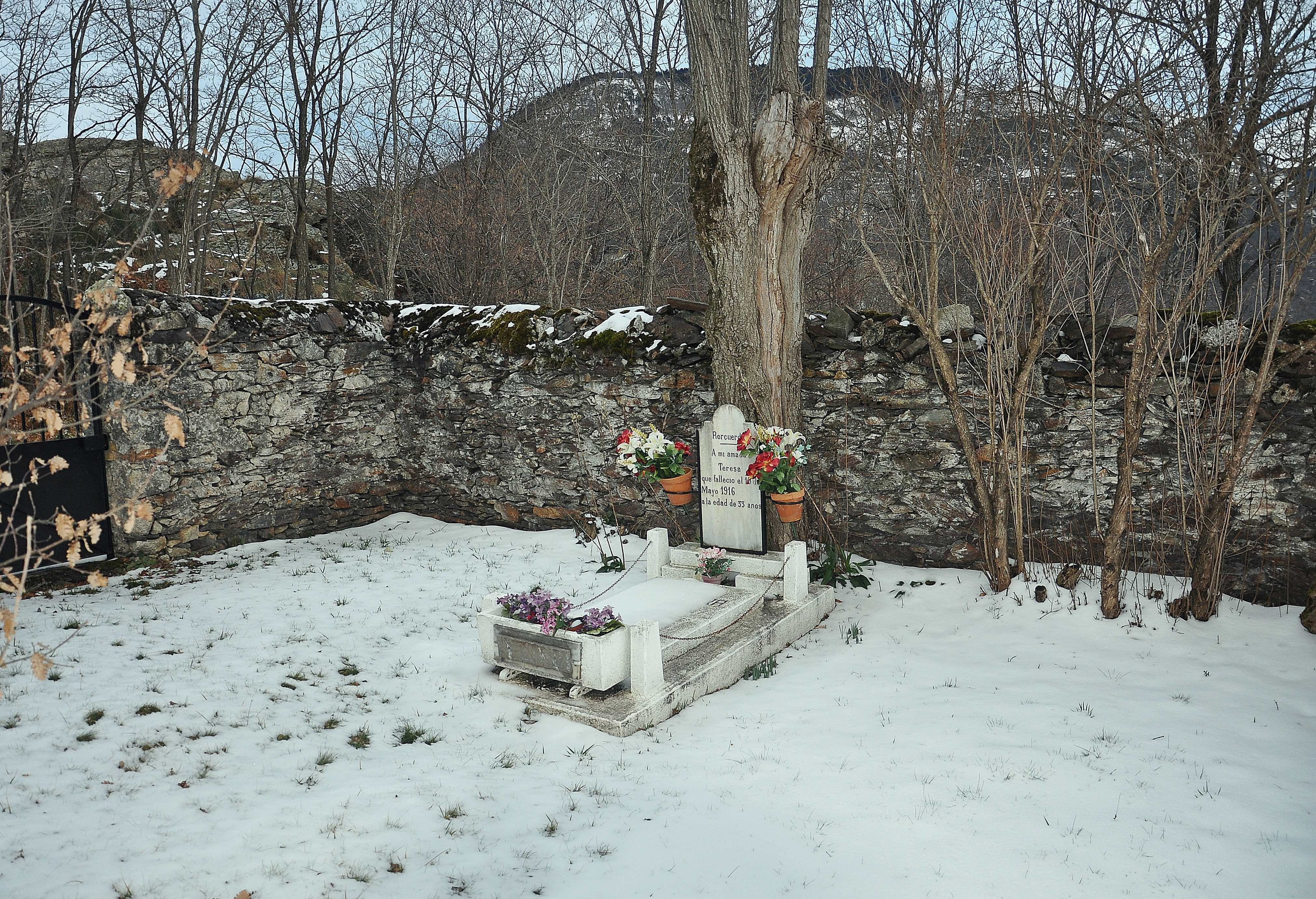
El sepulcro de Teresa

Teresa Estampa y Francisco Bugat, conocidos cómo «los amantes de Bausen» se enamoraron a principios del siglo XX. Querían casarse, pero el sacerdote católico de la parroquia exigía una cantidad de dinero para obtener la dispensa papal porque eran parientes, aun siendo lejanos. No hicieron caso de este obstáculo intransigente, vivieron juntos y tuvieron dos hijos, que años más tarde se exiliaron a Francia en la Guerra Civil.
Cuando Teresa murió a los treinta y tres años de una neumonía aguda el 10 de mayo de 1916, el mismo sacerdote rehusó darle sepultura, porque según su religión la difunta «vivía en pecado» al cohabitar sin casarse y enterrarla en «tierra bendita» habría sido una profanación. Entonces todos los vecinos decidieron construir un cementerio civil y lo realizaron en pocas horas para poder enterrar a Teresa dignamente. «Flores silvestres, hierbas y matorrales rodean esta romántica tumba con el objetivo de preservarla de la intransigencia y la intolerancia.» La lápida lleva escrito: «A mí amada Teresa».